# Speluncarius
Speluncarius is een geslacht van kevers uit de familie van de loopkevers (Carabidae). De wetenschappelijke naam van het geslacht is voor het eerst geldig gepubliceerd in 1886 door Reitter.

## Soorten
Het geslacht Speluncarius omvat de volgende soorten:
- Speluncarius albanicus Tschitscherine, 1900
- Speluncarius anophthalmus Reitter, 1886
- Speluncarius bericus Monguzzi, 1982
- Speluncarius boluensis Schweiger, 1966
- Speluncarius breuningi Negre, 1959
- Speluncarius cyrilli Jedlicka, 1936
- Speluncarius henroti Gerruti, 1973
- Speluncarius heracleotes Jeannel, 1953
- Speluncarius leonhardi Breit, 1914
- Speluncarius leonis J. Muller, 1932
- Speluncarius machardi Jeanne, 1982
- Speluncarius minimus Gerruti, 1977
- Speluncarius minusculus Straneo, 1989
- Speluncarius minutulus J. Muller, 1937
- Speluncarius oertzeni Kraatz, 1886
- Speluncarius pasquinii Garruti, 1973
- Speluncarius pesarinii Bucciarelli, 1979
- Speluncarius ponticus Casale & Giachino, 1991
- Speluncarius rumelicus J. Muller, 1934
- Speluncarius schweigeri Korge, 1971
- Speluncarius seticeps J. Muller, 1934
- Speluncarius setipennis Apfelbeck, 1899
- Speluncarius speluncicola Chaudoir, 1868
- Speluncarius stefani Jurecek, 1910
- Speluncarius veluchianus J. Muller, 1932